# Cyclosa bulleri
Cyclosa bulleri là một loài nhện trong họ Araneidae.
Loài này thuộc chi Cyclosa. Cyclosa bulleri được Tord Tamerlan Teodor Thorell miêu tả năm 1881.